# Ruhestetten
Ruhestetten is een plaats in de Duitse gemeente Wald (Hohenzollern), deelstaat Baden-Württemberg, en telt 177 inwoners (2008).